# Boeing P-26 Peashooter
Boeing P-26 Peashooter là loại máy bay tiêm kích hoàn toàn bằng kim loại đầu tiên của Hoa Kỳ, nó cũng là máy bay tiêm kích một tầng cánh đầu tiên được trang bị cho Quân đoàn không quân Lục quân Hoa Kỳ. Mẫu thử bay lần đầu năm 1932, nó được trang bị cho quân đoàn không quân vào cuối năm 1941 tại Philippines.

## Biến thể
XP-936
3 mẫu thử cho Quân đoàn không quân lục quân Hoa Kỳ, lắp động cơ 525 hp (391 kW) Pratt & Whitney R-1340-21 Wasp. Bay lần đầu: 20/3/1932.
P-26A
Tiêm kích một chỗ, lắp động cơ 600 hp (450 kW) R-1340-27; 111 chiếc.
P-26B
Tiêm kích một chỗ, lắp động cơ 600 hp (450 kW) R-1340-33; 2 chiếc.
P-26C
Tiêm kích một chỗ; 23 chiếc.
Model 281
Phiên bản xuất khẩu của P-26C; 11 cho Trung Quốc, 1 chiếc cho Tây Ban Nha.

## Quốc gia sử dụng
Republic of China
- Không quân Trung Hoa Dân quốc

 Guatemala

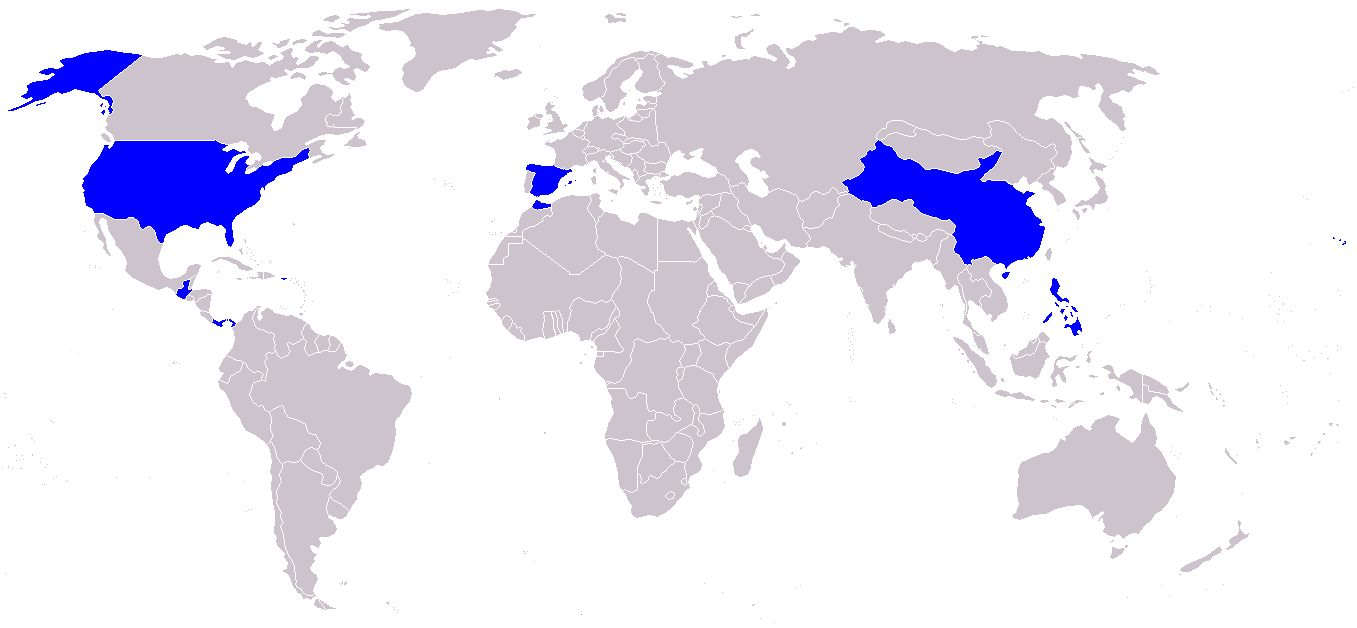
Quốc gia sử dụng P-26.

- Không quân Guatemala – (tới năm 1957)

 Panama
 Philippines
- Không quân Philippine – (tới năm 1941)

 Cộng hòa Tây Ban Nha
- Không quân Cộng hòa Tây Ban Nha

 United States
- Quân đoàn Không quân Lục quân Hoa Kỳ

## Tính năng kỹ chiến thuật (P-26A)
Aviation-history.com

### Đặc điểm riêng
- Tổ lái: 1
- Chiều dài: 23 ft 7 in (7,18 m)
- Sải cánh: 28 ft (8,50 m)
- Chiều cao: 10 ft 0 in (3,04 m)
- Trọng lượng rỗng: 2.196 lb (996 kg)
- Trọng lượng có tải: 3.360 lb (1.524 kg)
- Động cơ: 1 × Pratt & Whitney R-1340-7 "Wasp", 600 hp (440 kW)

### Hiệu suất bay
- Vận tốc cực đại: 234 mph (203 knots, 377 km/h) trên độ cao 6.000 ft (1.800 m)
- Tầm bay: 635 mi (550 nmi, 1,020 km)
- Trần bay: 27.400 (8.350 m)

### Vũ khí
- 2 khẩu súng máy.30 in (7,62 mm) M1919 Browning hoặc 1 khẩu.30 và 1 khẩu.50
- 2 quả bom 100 lb (45 kg) hoặc 5 quả chống bộ binh 31 lb (14 kg)[5]